# Phạm Phú Hải
Phạm Phú Hải (sinh 1950 - mất 6 tháng 5 năm 2009) tên thật Phạm Phú Hải, là một nhà thơ Việt Nam. Ông sở hữu giọng thơ "kỳ dị", cộng với bệnh tâm thần, và gương mặt "hao hao giống" Trung Niên Thi Sĩ nên được coi là "Bùi Giáng thứ hai" của Đà Nẵng. Ông chưa từng đi tu, nhưng do thơ có phong vị thiền, lại chỉ chuyên chú làm thơ, nên còn được gọi là "Thiền sư thi sĩ".

## Tiểu sử
- Sinh năm 1950 tại Tam Thanh, Tam Kỳ, Quảng Nam. Quê ở Điện Ngọc, Điện Bàn, Quảng Nam.
- Làm thơ từ năm 16 tuổi.
- Bị bệnh tâm thần phân liệt thời gian kéo dài nhất từ năm 1989 đến khoảng năm 2002 , từ đó sống với mẹ già tại Đà Nẵng.
- 1 giờ 45 phút sáng ngày 06 tháng 05 năm 2009, ông qua đời tại nhà riêng sau cơn tai biến.
- Ông được mai táng tại nghĩa trang xã Điện Ngọc, Điện Bàn, Quảng Nam.

## Sự nghiệp
Phạm Phú Hải chưa cho in tập thơ nào, dù đã sáng tác hơn 1000 bài thơ ở đa thể loại, tính ra khoảng 16.000 câu. Đời ông gặp nhiều chuyện không may, do đó các bản thảo không tự giữ được. Hồi thập niên 90, bạn bè ông gom góp lại tập thơ Gánh nước tưới sông sáng tác năm 1972, đặt lại tên Thâm lâm ngâm định xuất bản, nhưng cũng chưa in được. Năm 2008, bạn bè tiếp tục góp thơ ông thành tập Một hôm núi khóc để gửi dự "cuộc thi thơ Bách Việt", tập thơ sau đó đã được chọn vào vòng chung khảo (sau khi ông mất).
Báo Thanh Niên nhận xét tập thơ này:
| “ | ...là tập thơ mà Phạm Phú Hải viết, nhưng không mấy quan tâm đến hình thức. Ông chỉ cốt sao nói lên được điều mình muốn nói.Trong ngôi nhà cổ điển của thơ ngụ ngôn, thất ngôn, lục bát, thất ngôn bát cú ông đã bày ra thế giới Phạm Phú Hải - Thế giới được phát sáng bởi chính tâm hồn ông. | ” |

Năm 2009, sau khi Phạm Phú Hải mất, một chương trình tưởng niệm đã diễn ra tại Tân Bình, Thành phố Hồ Chí Minh

## Thi phẩm
Tập thơ (đã xuất bản)
- Một hôm núi khóc (NXB Hội Nhà Văn, năm 2009).
- Gánh nước tưới sông (NXB Đà Nẵng, năm 2010).

Trích
Chẳng đến đâu chẳng từ đâu đến
Con chim ngày cũ hót inh rừng
Bên cầu đứng ngắm hai dòng nước
Một chảy xuôi dòng một ngược nguồn...
(A, AA, AAA, AAAA, AAAAA...)
lão già cưỡi con ngựa già
trắng phau lừng lững bay qua ngọn đồi
ngọn đồi, người, ngựa, cùng trôi
chao ơi ta thấy cuộc đời quá mau
(Mây trắng)
Ăn buổi sáng một vài cổ lỗ
Uống buổi trưa phóng bố ít nhiều chi
Rừng biển xanh lá sóng cứ rù rù
Bò núi cỏ cứ u y ngây dại
Cánh xếp lại chim cứ mặc tình qua lại
Chân chưa cong tôi cứ mãi đi tôi...
(La la lá)